# جشنواره فیلم ماتاوین
جشنواره فیلم ماتاوین (انگلیسی: Motovun Film Festival) یک جشنواره فیلم سالیانه است که در سال ۱۹۹۹ پایه‌گذاری گردید و در ماتاوین، کرواسی برگزار می‌گردد. این جشنواره معمولاً در اواخر ژوئیه یا روزهای آغازین اوت رخ می‌دهد که به مدت ۵ تا ۶ روز به طول می‌انجامد. جشنواره فیلم ماتاوین، همچنین نام شرکت برگزارکننده این جشنواره می‌باشد.

## مهمانان ویژه
افرادی که از این جشنواره بازدید کرده‌اند:
- استیون دالدری [۱]
- پل توماس آندرسن [۱]
- کن راسل
- ونسا ردگریو
- آماندا پلامر
- جیسن بیگز
- جیمی بل